# Cómo ser mujer y no morir en el intento
Cómo ser mujer y no morir en el intento és una pel·lícula espanyola de 1991 dirigida per Ana Belén, encara que inicialment havia de dirigir-la Emilio Martínez Lázaro. Està basada en la novel·la homònima de Carmen Rico Godoy. La segona part de la novel·la de Rico Godoy fou duta al cinema en 1994 amb el títol Cómo ser infeliz y disfrutarlo.

## Argument
Carmen, als seus 42 anys està casada amb Antonio, que és el seu tercer marit. Té dos fills d'anteriors matrimonis, i ha fillol a un altre, fruit de l'anterior matrimoni d'Antonio. Carmen treballa com a periodista. Intenta portar la seva carrera amb professionalitat, sense descurar la seva relació amorosa amb Antonio, l'organització pràctica de la casa, les amistats ni les necessitats dels seus fills. En resum, Carmen treballa com un home, però continua representant el paper tradicional de la dona casada.
Antonio té concentrada tota la seva atenció en el treball. El seu treball en una producció discogràfica l'obliga a moure's, viatjar i estar al dia. Els problemes de casa i la família són a càrrec, naturalment, de Carmen.
La pel·lícula és una història àcida i divertida, com és en general la vida, amb un final ambigu.

## Repartiment
- Carmen Maura (Carmen)
- Antonio Resines (Antonio)
- Juanjo Puigcorbé (Mariano)
- Carme Conesa (Chelo)
- Tina Sainz (Emila)
- Francisco Casares (Editor/Director)
- Víctor García León Diego
- Olalla Aguirre (Marta)
- Juan Diego Botto (Sergio)
- Luis Perezagua (Manolo)
- Asunción Balaguer madre de Antonio)
- Enriqueta Carballeira (Pepita)
- Paloma Cela

## Nominacions i premis
En els VI Premis Goya va tenir dues nominacions: Millor guió adaptat (Carmen Rico Godoy) i Millor director novell (Ana Belén)
També va guanyar un dels Premis Ondas 1991 al cinema.